# Hyresgästen (tidning)
Hyresgästen är Sveriges första hyresgästtidning.
Hyresgästen utkom mellan 1923 och 1955 i Göteborg. Sistnämnda år uppgick tidningen i Vår Bostad.   
Åren 1923–1944 var Martin Andersson dess redaktör, men 1935-44 var Ebbe Linde hans medredaktör. Andersson och Linde svarade för vartannat nummer. Mellan 1945 och 1955 var Torsten Henrikson redaktör. År 1962 återuppstod Hyresgästen som organ för Hyresgästernas riksförbund med Erik Lindström som redaktör. År 1977 gjordes ett omtag och utgivningen ökade från sex till åtta nummer om året med Björn Eklund som redaktör. I mitten av 1980-talet fick tidningen en ny formmässig uppfräschning och fler sidor. Samtidigt lades produktionen av tidningen ut på entreprenad, men under ledning av en redaktionskommitté på förbundskontoret, med uppdraget att vara Hyresgäströrelsens bostadspolitiska organ med de förtroendevalda som huvudmålgrupp. Under 1990-talet etablerades dessutom ett nätverk av lokalredaktörer i Hyresgästföreningarna runt om i landet för att bättre förankra tidningen. Utgivningen ökade till som mest 11 nummer om året med en upplaga på 25 000 exemplar. Vid millennieskiftet anställdes åter en särskild redaktör för Hyresgästen med ansvar för det innehållsmässiga där fokus låg på reportage, både om förtroendevalda och anställda. Från 2003 förvandlades Hyresgästen istället till ett nyhetsbrev med färre sidor, men med tätare utgivning.  
År 2007 lades Vår bostad ned och Hem & Hyra startades. I samband med detta gjordes en översyn av Hyresgästen som resulterade i den Hyresgästen som ges ut i dag. En tidning som riktar sig till Hyresgästföreningens förtroendevalda där tidningens främsta uppgift är att ge inspiration, vägledning och tips i uppdraget som förtroendevald i Hyresgästföreningen. Redaktör från 2001 var Peter Forsman. Sedan hösten 2015 är Kristina Sjöberg chefredaktör för Hyresgästen.  